# Scotinotylus montanus
Espèce
Scotinotylus montanus est une espèce d'araignées aranéomorphes de la famille des Linyphiidae.

## Distribution
Cette espèce est endémique de Californie aux États-Unis,. Elle se rencontre dans les comtés de Tuolumne et de Mono vers 3 000 m d'altitude dans la sierra Nevada.

## Description
Les mâles mesurent de 1,7 à 1,9 mm et la femelle 2,0 mm.

## Publication originale
- Millidge, 1981 : The erigonine spiders of North America. Part 3. The genus Scotinotylus Simon (Araneae: Linyphiidae). Journal of Arachnology, vol. 9, p. 167-213 (texte intégral).